# بل باکل (تنسی)
بل باکل(به انگلیسی: Bell Buckle) شهری در ایالت تنسی کشور ایالات متحده آمریکا است که جمعیت آن در سرشماری سال ۲۰۱۰ میلادی، ۵۰۰ نفر بوده‌است.